# Sinfonietta (Poulenc)
Pour les articles homonymes, voir Sinfonietta.

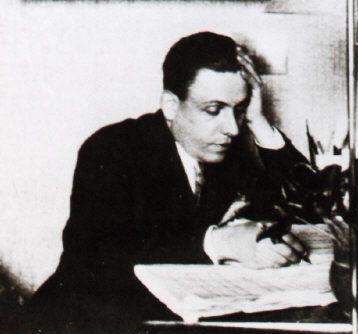
Francis Poulenc en 1930

La Sinfonietta est l'unique symphonie de Francis Poulenc. Composée en 1947 dans un esprit néo-classique, elle constitue un hommage discret aux symphonies de Joseph Haydn.

## Structure
1. Allegro con fuoco
2. Molto vivace
3. Andante cantabile
4. Finale

- Durée d'exécution : environ vingt huit minutes

## Source
- François-René Tranchefort, « Francis Poulenc », dans François-René Tranchefort (dir.), Guide de la musique symphonique, Paris, Fayard, coll. « Les Indispensables de la musique », 1996 (1re éd. 1986), 896 p. (ISBN 2-21301638-0), p. 584-585.